# Староруське (Сахалінська область)
Староруське (рос. Старорусское) — село, підпорядковане місту Южно-Сахалінськ Сахалінської області Російської Федерації.
Населення становить 216 осіб (2013).

## Історія
З 1905 по 3 вересня 1945 року у складі губернаторства Карафуто Японії, відтак у складі міського округу Южно-Сахалінськ Сахалінської області.

## Населення
| 2002 | 2010 | 2013 |
| ---- | ---- | ---- |
| 314  | ↘232 | ↘216 |